# Diseño ambiental
Diseño ambiental es el proceso de dirigirse a los parámetros envueltos en el ambiente cuando se desea concebir planos, programas, normas, edificios u otros productos. El diseño clásico cauteloso puede que siempre haya considerado factores ambientales; sin embargo, el movimiento ambiental comenzado en la década de 1940 hizo el concepto más explícito.
El diseño ambiental también puede referirse a aquel aplicado a las artes y ciencias que tienen que ver con crear un ambiente específicamente diseñado para el hombre. Estos campos incluyen Arquitectura, Ingeniería ambiental, Geografía, Planeación urbana, Arquitectura de paisajes y Diseño de interiores. El diseño del ambiente también puede incluir áreas interdisciplinarias como Preservación histórica y diseño relámpago. En términos de largo alcance, el diseño ambiental tiene implicaciones para el diseño de productos: autos innovadores, generadores de electricidad por medio de la energía eólica, equipo para generar electricidad por medio de la energía solar y otros tipos de equipo que pueden servir como ejemplos. Actualmente el término se ha expandido al ser aplicado a problemas de carácter ecológico y sustentables.

## Historia

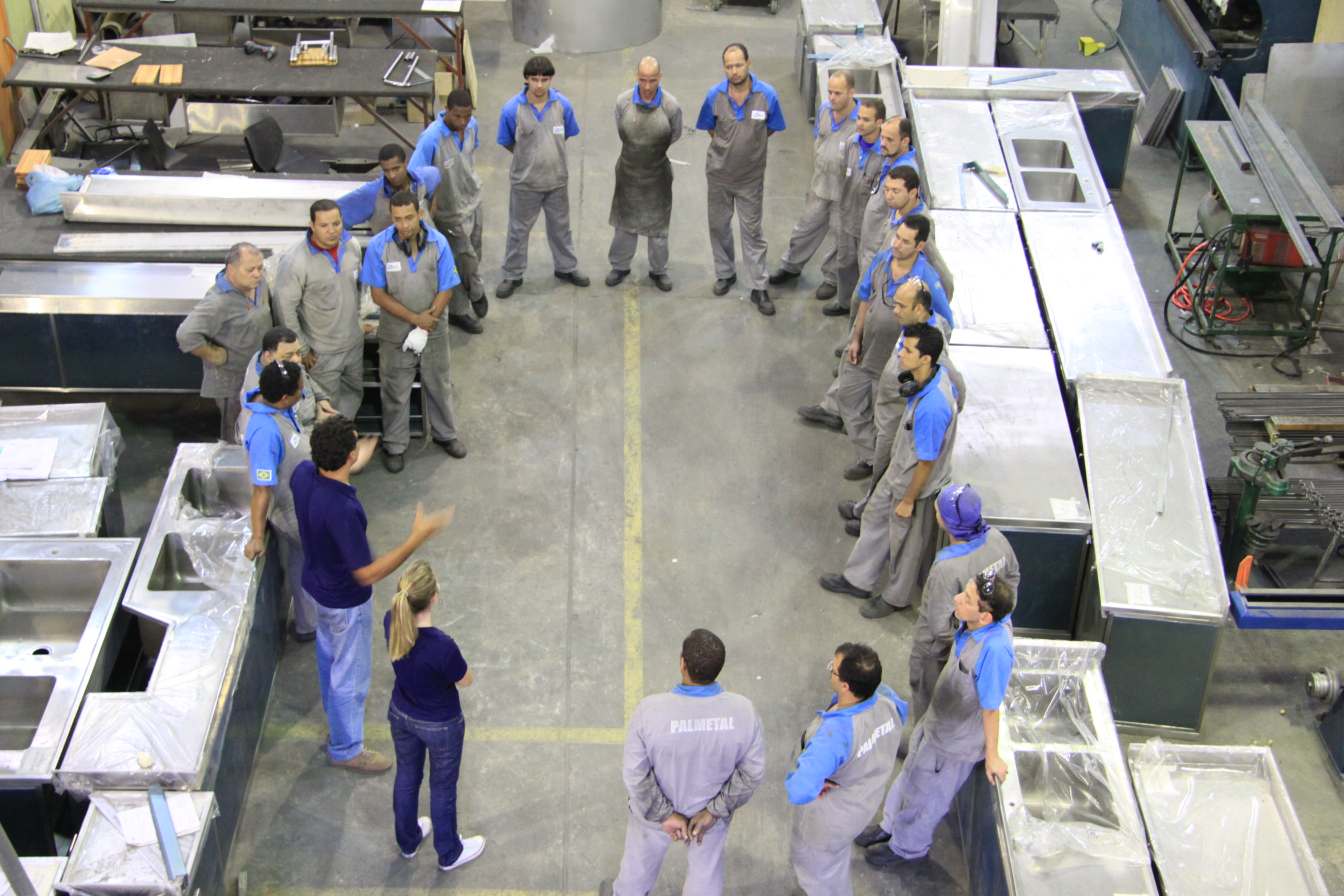
La foto muestra una reunión de entrenamiento con trabajadores de una fábrica de acero inoxidable ecodiseño compañía de Río de Janeiro, Brasil.

Los primeros conceptos identificados sobre el diseño ambiental se centraron específicamente en calefacción solar, la cual comenzó en la Grecia antigua alrededor del año 500 a. C. En ese momento, la mayor parte de Grecia había agotado sus provisiones de madera para combustible, dando lugar a los arquitectos para diseñar casas que capturaran la energía solar. Los griegos comprendieron que la posición del Sol varía a lo largo del año. Para una latitud de 40 grados en el verano, el Sol es presenciable en el Sur; en un ángulo de 70 grados en el cénit, mientras se está en invierno, el Sol viaja a una trayectoria inferior con un cénit de 26 grados. Las casas griegas fueron construidas viendo hacia el Sur para que recibieran poco o nada de Sol en el verano pero bastante del mismo durante el invierno, calentando así la casa. Adicionalmente la orientación sureña también protegió la casa de los frentes fríos provenientes del Norte. Esta ingeniosa disposición de los edificios influenció el uso de un patrón cuadriculado tomado de las ciudades antiguas. Con la orientación Norte-Sur de las casas, las calles de las ciudades de Grecia corrían Este-Oeste.
La práctica de la arquitectura Solar continuó con los Romanos, quienes de manera similar deforestaron la mayor parte de su nativa Península Italiana para el primer siglo A.C. El romano heliocaminus, literalmente 'horno solar', funcionó con los mismos aspectos que las casas Griegas previas. Los numerosos baños públicos fueron orientados hacia el sur. Los arquitectos romanos añadieron vidrio a las ventanas para permitir el paso de la luz y conservar el calor interior de manera que no se escapara. Los Romanos también utilizaron invernaderos para aumentar las cosechas durante todo el año y para cultivar plantas exóticas provenientes de los límites más lejanos del Imperio. Plinio el viejo, escribió de invernaderos que suministraban la cocina del Emperador Tiberio durante el año.
Sumado a la orientación solar de los edificios y el uso del vidrio como un acumulador de calor solar, los ancenstros conocieron otras formas de emplear la energía solar. Los Griegos, Romanos y Chinos desarrollaron espejos curvos que pudieran concentrar los rayos del Sol en un objeto con suficiente intensidad como para prenderlo en llamas en sólo cuestión de segundos, estos reflectores solares estaban comúnmente hechos de plata pulida, cobre o latón.
Las raíces tempranas del diseño del ambiente moderno comenzaron a finales del siglo XIX con el escritor/diseñador William Morris, quien rechazó el uso de materiales y procesos industrializados en papel tapiz, telas y libros que su taller producía. Él y otros, tal como John Ruskin sintieron que la revolución industrial encabezaría un daño hacia la naturaleza y los trabajadores.
La narración de Brian Dnitz y Chris Zelov en su película documental Ecological Design: Inventing the Future afirma que en las décadas posteriores a la Segunda Guerra Mundial, "El mundo fue forzado a confrontar la sombra negra de la ciencia y la industria". Desde la mitad del siglo XX, pensadores como Buckminster Fuller actuaron como catalizadores para una ampliación y profundización de las preocupaciones de los diseñadores ambientales. Actualmente la eficiencia energética, una tecnología apropiada, horticultura orgánica y agricultura, restauración de tierra, nuevo urbanismo, energía sustentable ecológica y residuos de sistemas son opciones reconocidas y consideradas, y se puede encontrar una aplicación para cada una.
Al integrar fuentes de energía renovable como fotovoltaica, térmica e incluso energía geotérmica en las estructuras, es posible crear edificios cero emisión, en donde el consumo de energía se regenera y no contamina. También es posible construir "edificios con energías renovables", los cuales generan más energía de la que consumen y el exceso puede ser vendido a la red eléctrica. En los Estados Unidos el sistema de certificación LEED para edificios verdes califica estructuras en su ambiente sustentable.

## Ejemplos
Algunos ejemplos del proceso de diseño ambiental incluyen el uso de modelos computacionales para medir la barrera de ruido y el uso de modelos de dispersión de aire en el análisis y diseño de autopistas urbanas. Los diseñadores que trabajan de acuerdo a esta forma de esbozo de filosofía y práctica buscan una combinación entre la naturaleza y la tecnología con la ecología como la base para el diseño. Algunos creen que las estrategias de conservación, administración y regeneración pueden ser aplicadas en todos los niveles de escala desde una construcción individual para la comunidad, con beneficio para la persona, la comunidad y los ecosistemas planetarios. 
Ejemplos específicos de proyectos de diseño ambientales a larga escala incluyen:
- Revisión del plan de transportación de Boston
- BART - por sus siglas en inglés Bay Area Rapid Transit extensión aeroportuaria y proyecto de la ciudad Daly
- Metropolitan Portland, Oregon sistema tren ligero